# Prolita maenadis
Prolita maenadis is een vlinder uit de familie van de tastermotten (Gelechiidae). De wetenschappelijke naam van de soort is voor het eerst geldig gepubliceerd in 1966 door Ronald W. Hodges.